# Lesbisk Bevægelse
Lesbisk Bevægelse (LB) var en dansk organisation for lesbiske kvinder 1974–1985. Lesbisk Bevægelse blev dannet den 10. marts 1974 i København af en gruppe lesbiske fra rødstrømpebevægelsen sammen med en mindre gruppe fra Forbundet af 1948.
De største og mest aktive grupper fandtes i København, men bevægelsen var repræsenteret i hele Danmark, og LB var en vigtig del af Femølejren, en lejr for kvinder.
Tidsskrifterne Kvinder-Kvinder (1972–1978) og Hvidløgspressen (1982–1996) tjente som Lesbisk Bevægelses talerør.